# Sferisterio Alessandro Mermet
Lo sferisterio Alessandro Mermet è uno sferisterio di Alba, costruito nel 1857 per le gare di pallone col bracciale e pallapugno grazie al finanziamento di £ 2.000 dell'avvocato Alessandro Mermet, al quale appunto l'impianto è intitolato.
Il progetto della costruzione fu opera dell'architetto Giorgio Busca, sindaco di Alba in quegli anni. La struttura originale è stata ripetutamente rinnovata e attualmente è allo studio un progetto per edificare una copertura dell'impianto onde consentire le gare anche in caso di clima turbolento e freddo. La capienza varia in funzione dell'esigenza con la possibilità di aggiungere tribune mobili; secondo il nuovo progetto si potrebbero comunque ospitare almeno 6.000 spettatori.